# Троян (България)
Вижте пояснителната страница за други значения на Троян.
Троян е село в Южна България. То се намира в община Симеоновград, област Хасково.

## География
Селото се намира на 6 км североизточно от общинския център Симеоновград.

## История
Старото име на селото е Османли. През 1829 година името Троян в Бесарабия преселниците дават на така наречения „Троянов Вал“ или „Троянов път“ – старинен и тайнствен паметник от Римско-Дакски времена. Названието е дадено от българи, които се изселват през 1829 година от село Стари Трояни, край което минава така наречения Долен Троянов Вал, и които покръстват новото село в памет за своето предишно местопребиваване.

## Население
Численост
Численост на населението според преброяванията през годините:
| \| Година на преброяване \| Численост \| \| --------------------- \| --------- \| \| 1934 \| 724 \| \| 1946 \| 787 \| \| 1956 \| 760 \| \| 1965 \| 658 \| \| 1975 \| 673 \| \| 1985 \| 561 \| \| 1992 \| 511 \| \| 2001 \| 370 \| \| 2011 \| 243 \| \| 2021 \| 175 \| |           |
| Година на преброяване | Численост |
| 1934 | 724       |
| 1946 | 787       |
| 1956 | 760       |
| 1965 | 658       |
| 1975 | 673       |
| 1985 | 561       |
| 1992 | 511       |
| 2001 | 370       |
| 2011 | 243       |
| 2021 | 175       |

### Етнически състав
Преброяване на населението през 2011 г.
Численост и дял на етническите групи според преброяването на населението през 2011 г.:
|                     | Численост | Дял (в %) |
| Общо                | 243       | 100,00    |
| Българи             | 152       | 62,55     |
| Турци               | 0         | 0,00      |
| Цигани              | 0         | 0,00      |
| Други               | 0         | 0,00      |
| Не се самоопределят | 0         | 0,00      |
| Неотговорили        | 91        | 37,44     |

## Културни и природни забележителности
Село Троян е уникално с намиращите се в близост минерални топли извори, които са помогнали на много хора с проблеми в двигателно опорния апарат. Все още не са създадени необходимите условия за ползване на това природно богатство, въпреки че са известни повече от 20 г.
През с. Троян минава стар римски път, на 1,5 км от Троян е открита голяма милиарна колона без надпис, а в самото село друга.
На р. Луда Яна е построен язовир Троян, който създава отлични условия за риболов.
В местността Троянска гора на 4 км западно от селото в една чешма са взидани мраморни блокове вероятно от тракийско светилище, на съседната висичина в местността Манастирчето са запазени стари римски постройки, оттук са извадени големи покривни керемиди, с които преди повече от 50 години в Троян са построени няколко къщи.